# Edificiul pentru funcții social-politice de pe strada Vlaicu Pârcălab, 71
Edificiul pentru funcții social-politice de pe strada Vlaicu Pârcălab, 71 este un monument de arhitectură de însemnătate națională din orașul Chișinău, inclus în Registrul monumentelor ocrotite de stat din Republica Moldova.

## Istoric
Imobilul a fost construit în stil eclectic la începutul secolului al XX-lea, de Societatea de amanetare a proprietății imobiliare. Un timp, clădirea a găzduit un oficiu poștal.

### Demolare
Clădirea a fost demolată aproape complet la 22 iunie 2011, lucrările fiind stopate abia când din clădire mai rămăsese doar peretele fațadei principale. Inițiatorul demolării a fost o companie fondată de hotelul alăturat Leogrand și întreprinderea Moldpresa, care obținuse cu trei ani mai devreme autorizația de desființare de la funcționari ai Primăriei. Acțiunea a stârnit un val de nemulțumiri din partea societății civile și a determinat Primăria Municipiului Chișinău, în persoana primarului Dorin Chirtoacă, să se alăture protestelor. Totodată, Primăria a declarat că demolarea nu era însoțită de o autorizație de desființare, aviz al Consiliului Național al Monumentelor Istorice de pe lângă Ministerul Culturii sau un proiect de execuție a lucrărilor aprobat de autoritățile publice locale – și a cerut implicarea Inspecției de Stat în Construcții și Procuraturii Generale.

Protest împotriva demolării
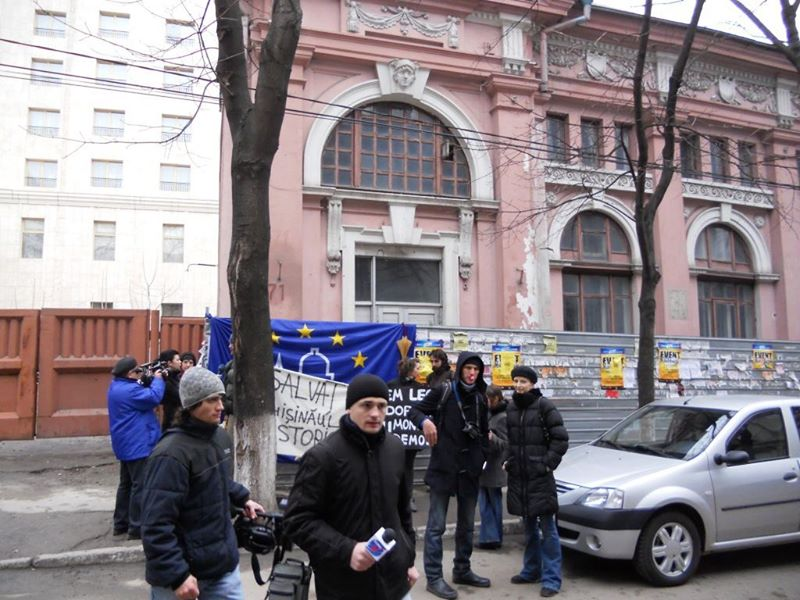
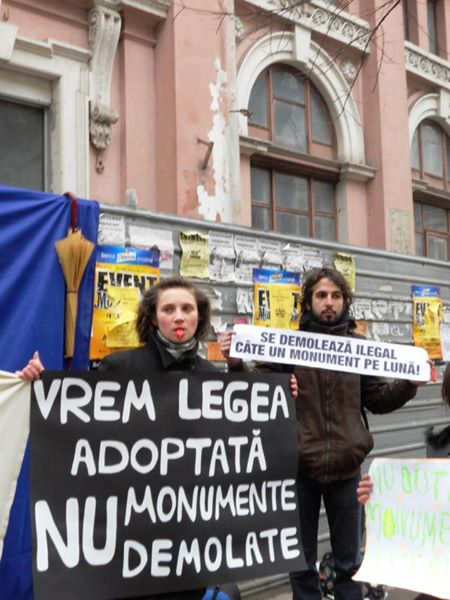
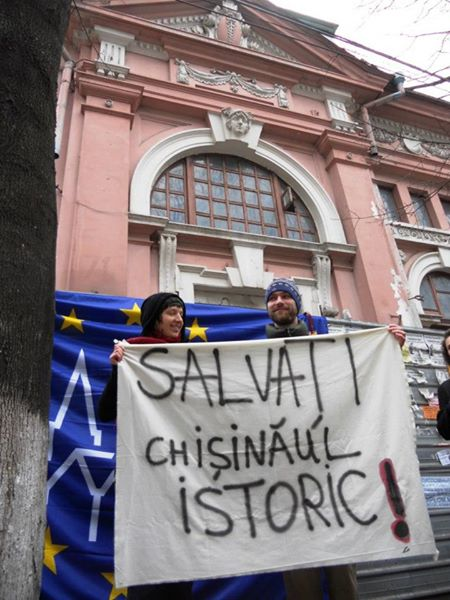

## Descriere

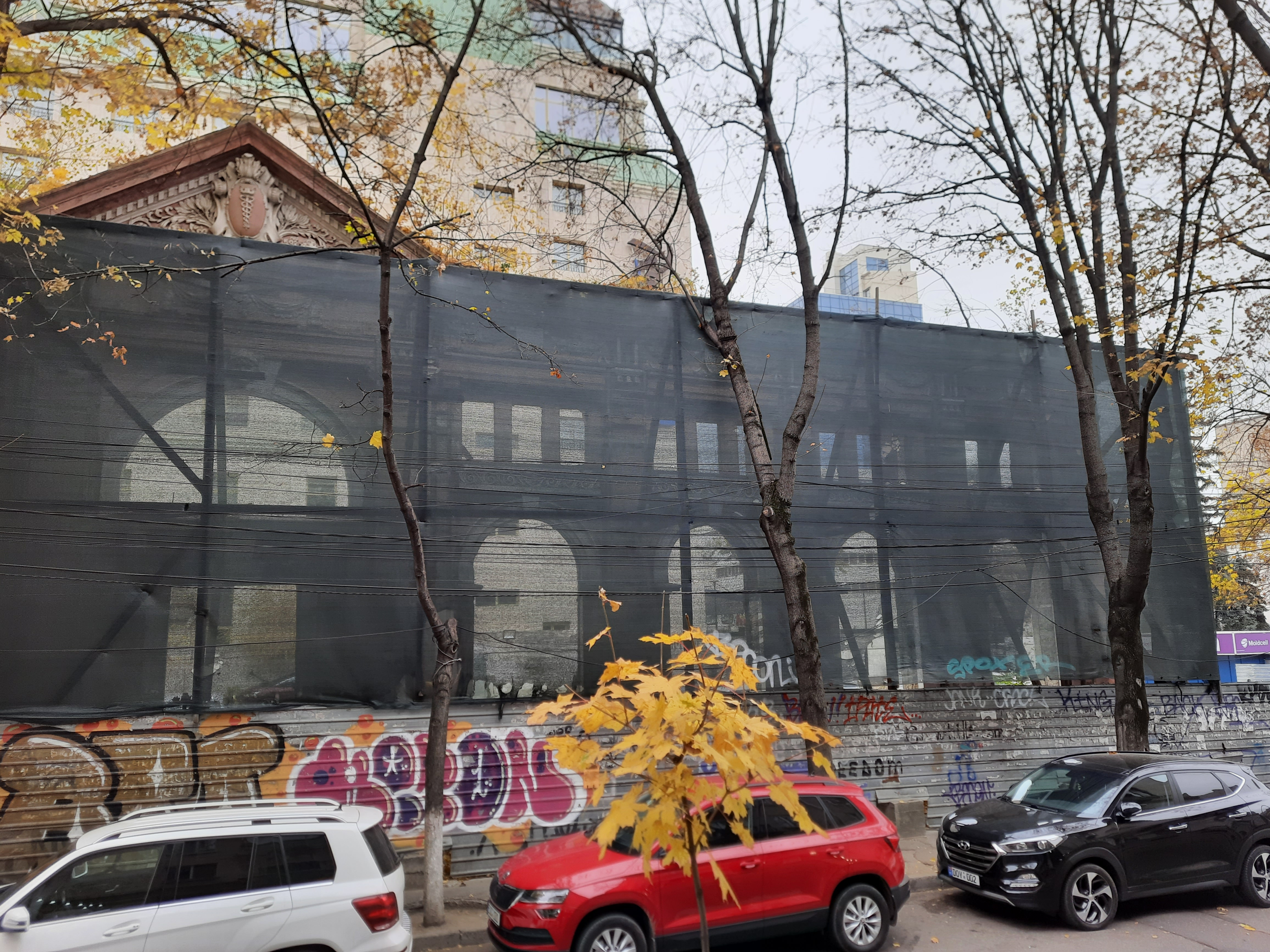
Starea clădirii în 2021, la zece ani de la demolarea aproape completă

Clădirea avea un singur etaj și era construită pe un plan rectangular, aliniat străzii Vlaicu Pârcălab cu latura lungă (fațada). Planimetria era alcătuită dintr-o sală mare și câteva încăperi de serviciu. În exterior erau combinate două volume: unul alungit al sălii de operații financiare și altul, mai înalt, al intrării (în rezalit). Ferestrele erau amplasate în două registre: cel de jos era format din patru ferestre în arc în plin cintru, cel de sus conținea respectiv patru grupuri a câte trei ferestre rectangulare, alungite. Rezalitul intrării, încununat cu un fronton triunghiular, includea o fereastră în semicerc. Sub cornișa clădirii cu denticule se afla o friză decorată, iar în frontonul intrării o emblemă flancată de motivele modelate ale ghirlandelor de flori, locul central fiind ocupat de caduțiul zeului comerțului Mercur.